# Jugendverbände der Gemeinschaft Christlichen Lebens
|  | Dieser Artikel wurde aufgrund von akuten inhaltlichen oder formalen Mängeln auf der Qualitätssicherungsseite des Portals Christentum eingetragen. Bitte hilf mit, die Mängel dieses Artikels zu beseitigen, und beteilige dich bitte an der Diskussion. |

Die Jugendverbände der Gemeinschaft Christlichen Lebens (J-GCL) sind zwei eigenständige katholische Jugendverbände (ein Schülerinnenverband sowie ein Schülerverband). In den J-GCL arbeiten die Gemeinschaft Christlichen Lebens - Mädchen und Frauen (GCL-MF) und die Gemeinschaft Christlichen Lebens - Jungen und Männer (GCL-JM) zusammen. Mehrere Ortsgemeinschaften sind zu Diözesan- und Regionalverbänden zusammengeschlossen; die J-GCL sind in 12 der 27 deutschen Diözesen tätig: Aachen, Augsburg, Bamberg, Berlin, Fulda, Limburg, Mainz, Passau, Regensburg, Speyer, Trier und Würzburg. Die Diözesanverbände in Fulda, Limburg und Mainz haben sich zu jeweils einem gemeinsamen Regionalverband (Region West) zusammengeschlossen. Die Diözesan- und Regionalverbände bilden gemeinsam den Bundesverband von GCL-MF bzw. GCL-JM. Ihre Mitglieder sind überwiegend Schülerinnen und Schüler an weiterführenden Schulen.
Die J-GCL sind Mitglieder im Bund der deutschen Katholischen Jugend (BDKJ) und darüber hinaus im Deutschen Bundesjugendring (DBJR) vertreten. Außerdem sind sie Mitglieder in der Nationalgemeinschaft der Gemeinschaft Christlichen Lebens (GCL) und dadurch angeschlossen an die Weltgemeinschaft Christlichen Lebens, die in derzeit über 70 Ländern existiert.

## Geschichte
Die Ursprünge der J-GCL gehen bis ins 16. Jahrhundert zurück. 1563 entstand unter der Leitung des Jesuitenpaters Jean Leunis in Rom die erste „Marianische Kongregation“ (MC), bestehend aus Schülern verschiedener Länder, die gemeinsam die ignatianische Spiritualität im täglichen Leben umsetzen wollten. Sie wurde zum Modell späterer Marianischer Kongregationen. Die erste deutsche MC für Schüler und Studenten wurde 1574 in Dillingen von P. Jakob Rem SJ gegründet, in den Folgejahren in Köln durch Franz Coster SJ und Petrus Canisius SJ. Einige Jahre später hatten sie erste allgemeine Statuten. Überall dort, wo Jesuiten tätig waren, ob in Deutschland oder weltweit, bildeten sich fortan Kongregationen, sowohl im Bereich von Schulen und Universitäten als auch von akademischen und anderen Berufsgruppen. Kongregationen von Frauen, obwohl sie schon längst existierten, erhielten erst 200 Jahre später (1751) die offizielle Anerkennung. Trotz vorübergehender Aufhebung des Jesuitenordens durch Papst Clemens XIV. 1773 bestanden die Kongregationen fort, nun den einzelnen Bischöfen unterstellt. Ab 1825 stieg die Zahl der Kongregationen immens an.
Für die Geschichte der MC im Jugendbereich ist es von Bedeutung, dass 1921 von Eichstätt ausgehend der „Bayerische Landesverband der Studenten-MC/Schüler-MC“ gegründet wurde, ein Jugendverband für Jungen. 1930 gingen auch die Mädchen-MC diesen Weg, durch den Nationalsozialismus bedingt jedoch nicht sehr lange: Bereits 1933 wurden Jugendverbände weitestgehend aufgelöst und in die Hitlerjugend integriert. Die katholischen Jugendverbände konnten sich bis Ende 1937/Anfang 1938 halten, dann jedoch wurden die Verbandsstrukturen durch das „Gesetz über die Hitlerjugend“ auflöst. Die MC selbst konnten teilweise auf innerkirchlicher Ebene (als Pfarrjugend) noch einige Jahre weitergeführt werden.
Nach Kriegsende konstituierte sich 1947 die „Arbeitsgemeinschaft der MC studierender Mädchen“ und wurde wie auch ihr männliches Pendant „Verband der studierenden Jugend“ Mitgliedsverband im Bund der Deutschen Katholischen Jugend (BDKJ).
Auf der Ebene aller inzwischen zu einer Weltföderation zusammengeschlossenen Marianischen Kongregationen (also Jugend- wie Erwachsenen-MC) wurden bei einem Weltkongress 1967 in Rom neue „Allgemeine Grundsätze“ und die Änderung des Namens in „Gemeinschaften Christlichen Lebens“ beschlossen, zunächst auf Weltebene, mit der Aufforderung an alle nationalen Föderationen und deren Gemeinschaften, sich zu entscheiden, ob sie dieser Neuausrichtung zustimmen wollten. In Deutschland erfolgte die Zustimmung auf Nationalebene 1968–70, auch durch die beiden Jugendverbände.
Seit 1971 halten beide Jugendverbände ihre Jahreskonferenzen gemeinsam ab. 1976 beschlossen sie eine gemeinsame Ordnung und eine inhaltlich gleichlautende Satzung für die juristisch getrennten Verbände der KSJ-GCL (für Jungen und Männer) und der GCL-J (für Mädchen und Frauen). Mit dem 1. Januar 1977 tritt die Integration der beiden Jugendverbände in Kraft und kommt im gemeinsamen Namen „Jugendverbände der Gemeinschaft Christlichen Lebens“ (J-GCL) zum Ausdruck. Sie bilden weiterhin zwei Verbände, arbeiten aber inhaltlich eng zusammen.
1982 fiel beim Weltdelegiertentreffen in Providence/USA die Entscheidung, die bisherige föderative Struktur aufzugeben und sich fortan als eine Weltgemeinschaft Christlichen Lebens zu verstehen, die sich in verschiedenen Regionen, Ländern und Gruppierungen – so auch in den J-GCL in Deutschland – realisiert. 1990 entschied das Weltdelegiertentreffen in Guadalajara/Mexico eine Neufassung der „Allgemeinen Grundsätze“.
1995 wurden durch die Beschlüsse der jeweiligen Jahreskonferenzen die Namen der Einzelverbände dem der Erwachsenenorganisation GCL angepasst und in „Gemeinschaft Christlichen Lebens - Mädchen und Frauen“ (GCL-MF) sowie „Gemeinschaft Christlichen Lebens - Jungen und Männer“ (GCL-JM) geändert.
Auf der gemeinsamen Jahreskonferenz 2001 beschlossen die J-GCL schließlich eine Neufassung des Profils ihrer Verbände mit den drei Profilelementen Ignatianische Spiritualität, Schule und Zweiverbandlichkeit.

## Selbstverständnis
Auf der Grundlage des „Profil der J-GCL“, bestehend aus den „Grundlagen der J-GCL“ (Gemeinschaft, Individualität, Freundschaft, Verantwortlichkeit, Demokratie, politisches Engagement, soziale Kompetenz und Glauben) und den Profilelementen - engagieren sich die Mitglieder der GCL-JM und der GCL-MF heute an Schulen (häufig an solchen, deren Namensgeberin Maria Ward ist), Jugendhäusern und Gemeinden in verschiedenen Diözesen Deutschlands. Weitere zentrale Arbeitsbereiche sind Kritischer Konsum sowie andere politische und gesellschaftliche Themen. Darüber hinaus wird seit vielen Jahren ein Schwerpunkt auf die Prävention von und die Intervention bei Grenzverletzungen und sexualisierter Gewalt gelegt.
„In den Jugendverbänden der Gemeinschaft Christlichen Lebens (J-GCL) schließen sich überwiegend Schüler*innen zusammen. Sie lernen im Miteinander, Gemeinschaft und ihren persönlichen Glauben reflektiert zu leben sowie Verantwortung für sich und andere zu übernehmen. Gemeinsam und geschlechtergetrennt engagieren wir uns für Gerechtigkeit sowie für die Gestaltung von Schule, Kirche und Gesellschaft insgesamt. In den J-GCL erleben wir, dass wir in unserer jeweiligen Individualität und Persönlichkeitsbildung gestärkt werden.
Ehrenamtliches Engagement, regelmäßige Gruppenstunden sowie thematische Wochenenden und andere Freizeitangebote bilden die Basis unserer Arbeit. Diese findet sowohl verbändeintern im Mädchen- und Frauenverband (GCL-MF) bzw. im Jungen- und Männerverband (GCL-JM) als auch gemeinsam als J-GCL statt. Wesentliche Impulse ziehen wir hierbei aus christlichen Werten sowie der Spiritualität des Hl. Ignatius von Loyola. Schule ist für die J-GCL Gestaltungsraum und ein thematischer Schwerpunkt.
Unsere Verbände sind Mitglieder im Bund der Deutschen Katholischen Jugend (BDKJ).“ - (Mission Statement der J-GCL - Beschluss der J-GCL-Jahreskonferenzen 2015)

## Organisatorischer Aufbau
Die J-GCL sind basisorientiert und demokratisch aufgebaut. Das höchste beschlussfassende Gremium der Verbände ist die jeweilige Jahreskonferenz, die jährlich mindestens einmal zusammentritt. Die Jahreskonferenzen tagen gemeinsam. Sie setzen sich aus Delegierten der Ortsgemeinschaften und den gewählten Diözesan- bzw. Regionalleitungen zusammen.
Beide Verbände sind bis in die Ortsgemeinschaften hinein eigenständig, arbeiten aber auf allen Ebenen eng zusammen. Die Delegierten auf den Jahreskonferenzen wählen die Bundesleitungen, die sich aus jeweils drei Verbandsleiterinnen sowie einer Kirchlichen Assistentin zusammensetzen. Rechtsträger ist für beide Verbände je ein eingetragener Verein.